# さそり座イプシロン星
さそり座ε星は、さそり座の恒星で2等星。

## 名称
2017年11月17日、国際天文学連合の恒星の命名に関するワーキンググループ (Working Group on Star Names, WGSN) は、さそり座ε星の固有名として、Larawag を正式に定めた。これは、オーストラリアのノーザン・テリトリーに住むオーストラリア先住民のWardaman族が使っていた呼称を採用したものである。
明るい星でありながら長らく知られた固有名がなかったことから、パトリック・ムーアによって、θ星、λ星、υ星等さそり座近辺の星で構成される中国の二十八宿一つ尾宿の名前にちなんで、中国語で「尾」という意味のWeiと名づけられたことがある。